# Castello di Vettignè
Il castello di Vettignè è un antico edificio di origine medievale del Vercellese, situato nell'omonima frazione di Santhià.

A partire dagli anni sessanta del Novecento il castello, a seguito dello spopolamento della frazione Vettignè, versa in uno stato abbandono pressoché totale.

Il toponimo Vettignè deriva dal Vectigal che era il dazio che si pagava per ottenere il diritto di passaggio dal borgo, che all'epoca era il crocevia tra la Via Svizzera e la Via Francigena, detta anche Via Francesca.

## Storia

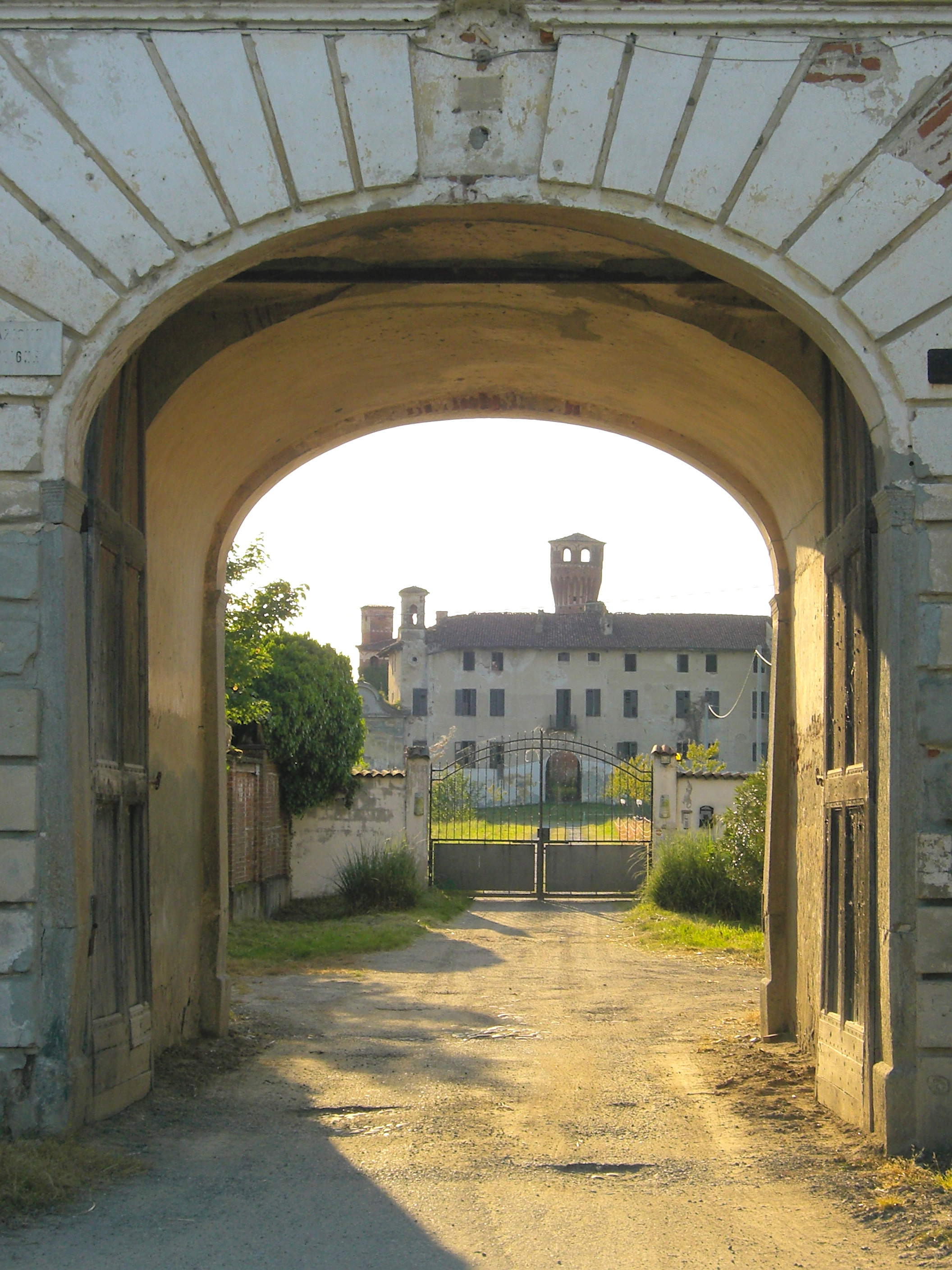
L'ingresso al castello

Il castello fu a lungo di proprietà della nobile famiglia dei Vialardi di Verrone, poi dei Dal Pozzo e passò al ramo Savoia-Aosta in seguito al matrimonio di Maria Vittoria Carlotta, l'ultima erede dei principi della Cisterna, con il principe Amedeo, duca di Aosta e re di Spagna.
Il nucleo castellato fu edificato, forse su una struttura più antica, nel XV secolo. È interamente circondato da merli a coda di rondine, sorretti da lunghi beccatelli adornati da una fascia decorativa. La torre cilindrica, di altezza notevole, ricorda da vicino quella del castello di San Genuario a Crescentino.

Tra il '500 ed il '600 furono costruite le abitazioni, i magazzini e la casa padronale che andarono a chiudere la corte centrale.
Stando a una leggenda il sanguinario capitano di ventura Bonifazio, detto Facino Cane, che le fonti più accreditate ritengono nato a Casale Monferrato, sarebbe invece originario di Vettignè; proprio per questo il borgo di Vettignè e la stessa Santhià sarebbero stati gli unici centri della zona ad essere risparmiati dalla furia del condottiero.